# Plistarco
Plistarco (em grego:  Πλείσταρχος, transl. Pleístarkhos; Esparta, 486 a.C. — 459 a.C.) foi rei da cidade-Estado grega de Esparta de 480 a.C. até 459 a.C.. 
Filho de um casamento consanguíneo entre o Rei Leônidas I e sua sobrinha, a Rainha Gorgo, Pertenceu à Dinastia Ágida. Em seu reinado houve o Sismo de Esparta de 464 a.C. e a revolta dos Hilotas, mas não se destacou em seu reinado. Desconhece-se se ele se casou.
Plutarco registra quatro frases atribuídas a ele.